# Maison du Climat

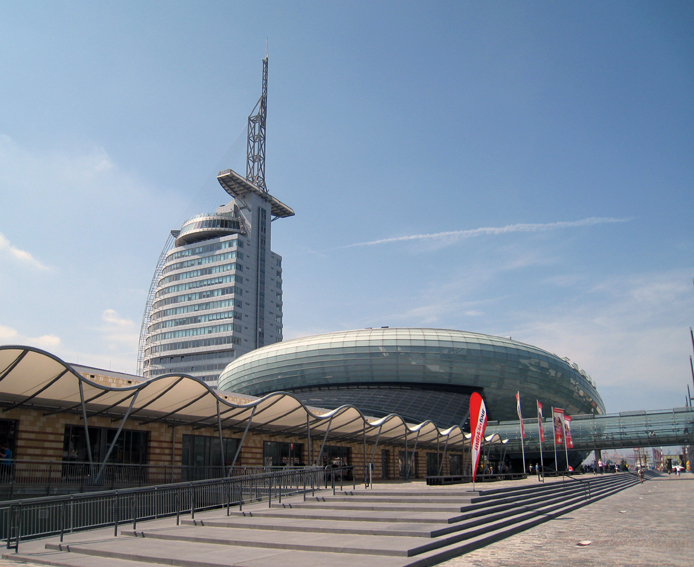
La Maison du Climat
(et l'hôtel Atlantic Sail City)

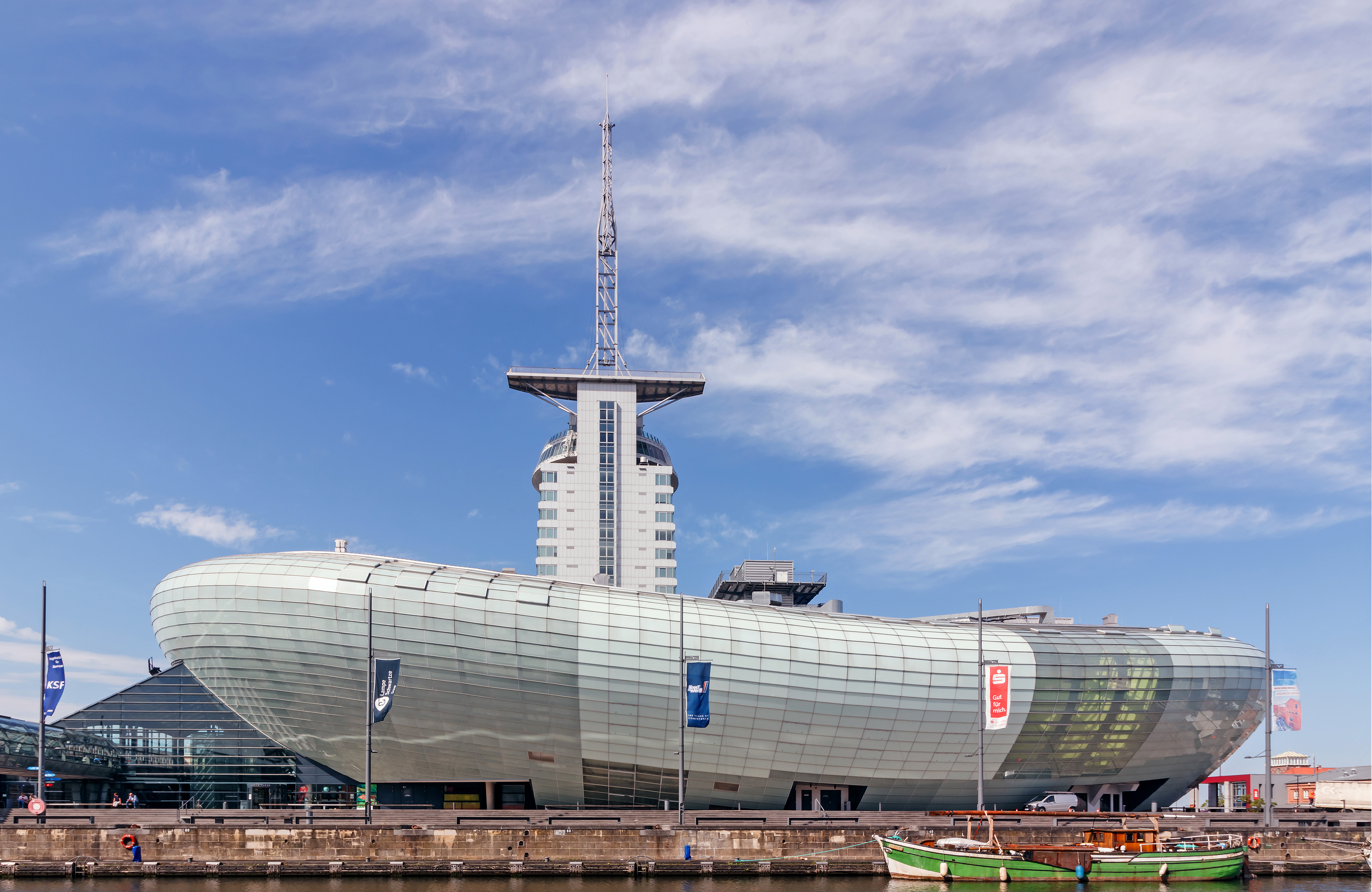
La maison du climat. Juin 2022.

La Maison du climat (Klimahaus) est un musée de la ville de Bremerhaven. Inaugurée en 2009, elle a pour thème le climat et ses multiples aspects. Sa principale attraction est Die Reise (le voyage), un voyage imaginaire le long du méridien de Bremerhaven traversant les différents climats de la Terre et les divers peuples y habitant.